# 林肯鎮區 (愛荷華州布萊克霍克縣)
林肯鎮區（英語：Lincoln Township）是位於美國愛荷華州布萊克霍克縣的一個行政鎮區。

## 地方資料
根據2010年美國人口普查的數據，林肯鎮區的面積為93.17平方千米，當中陸地面積為93.17平方千米，而水域面積為0.00平方千米。當地共有人口403人，而人口密度為每平方千米4.33人。